# ريتشارد فلبس
ريتشارد فلبس (بالإنجليزية: Richard Phelps)‏ هو رياضي خماسي بريطاني، ولد في 19 أبريل 1961 في غلوستر في المملكة المتحدة.

## وصلات خارجية
- ريتشارد فلبس على موقع الاتحاد الدولي للخماسي الحديث (الإنجليزية)
- ريتشارد فلبس على موقع اللجنة الأولمبية الدولية (الإنجليزية)
- ريتشارد فلبس على موقع أوليمبيديا (الإنجليزية)
- ريتشارد فلبس على موقع اللجنة الأولمبية البريطانية (الإنجليزية)